# Trikirion pascal

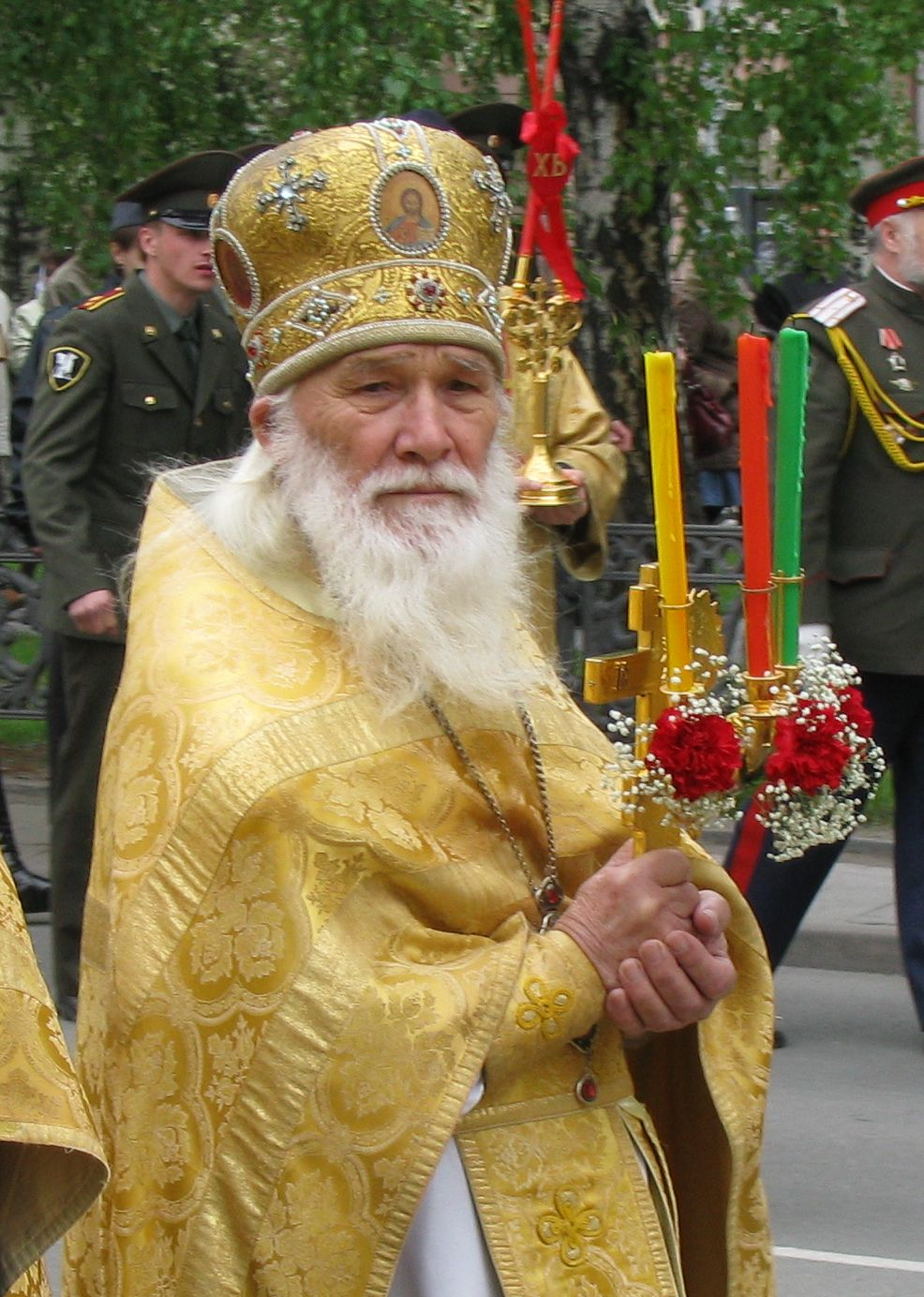
Un prêtre orthodoxe russe tenant un trikirion pascal durant une procession, à Novossibirsk.

Le trikirion pascal (grec ancien : Τρικήριον) est un chandelier à trois branches utilisé dans les Églises orthodoxes et les Églises catholiques de rite byzantin durant le temps pascal.

## Utilisation liturgique
Il n'est pas fait mention du trikirion pascal dans les rituels orthodoxes. Le Pentecostarion et le Typikon
prescrit seulement qu'une croix de bénédiction soit tenue de la main gauche par le célébrant. Toutefois, dans la pratique actuelle, un trikirion est également arboré.
Le trikirion pascal est tenu par le célébrant lui-même (évêque ou prêtre) alors que le trikirion épiscopal, utilisé par l'évêque pour les bénédictions, est tenu à sa disposition par un officiant. Le trikirion pascal est utilisé depuis le début de la célébration de la Résurrection lors de la Vigile pascale et tout au long de la Semaine radieuse, jusqu'à l'apodose de Pâques. Il est utilisé à des moments variés : lors du chant du tropaire pascal aux Vêpres, à l'Orthros, lors de la Divine Liturgie et lors des encensements, au cours de la Petite Entrée et lors des vœux de Pâques.

## Le cierge diaconal
Selon le Pentecostarion et le Typicon, les diacres portent aussi un cierge tout au long des services de Pâques. Le cierge diaconal est un simple grand cierge que le diacre porte dans la main gauche lorsqu'il récite les ecténies, qu'il encense et toutes les fois que ses mains ne sont pas occupées à d'autres fonctions. Le cierge est souvent décoré de fleurs fraîches. Il est rouge dans la tradition slave